# میریام فارس
میریام فارِس (زادهٔ ۳ مهٔ ۱۹۸۳ در لبنان) خواننده، رقاص و بازیگر اهل لبنان است. فارِس واژه‌ای عربی، و به معنای شخص سواره بر اسب است. او تنها هنرمند عربی است که به هنگام اجرای آهنگ‌هایش همزمان به رقص باله می‌پردازد و رسانه‌های عرب به او لقب «ملکهٔ صحنه» را داده‌اند. فارِس تا کنون پنج آلبوم موسیقی از خود منتشر کرده و رقص و اجراهایش در برنامه‌های تلویزیونی مورد توجه قرار گرفته‌است.
فعالیت هنری خود را از رقص باله در سن پنج سالگی آغاز کرد. در نه سالگی برای نخستین بار در برنامهٔ مواهیب الصغیره (استعدادهای جوان) که از تلویزیون لبنان پخش می‌شد شرکت کرد و برندهٔ جایزهٔ اول رقص شد. در نوجوانی به مدت چهار سال در هنرستان ملی موسیقی آموزش دید.

## زندگی‌نامه
میریام فارِس ۳ مهٔ ۱۹۸۳ در جنوب لبنان زاده شد اما هم‌اکنون در منطقهٔ نیو روضة در بیروت ساکن می‌باشد. او در یک خانواده پنج نفره زاده شد و دو خواهر به نام رولا و جیحان و خودش فرزند دوم خانواده است. رولا، خواهرش مدیر برنامه‌های اوست. پدر میریام یکی از ماهرترین خلبانان لبنانی و دارای شهرت است. علت شهرت وی آواز خواندن برای مسافران در تمام طول پرواز از طریق بلندگو می‌باشد. میریام در نوجوانی به مدت چهار سال در هنرستان ملی موسیقی آموزش دید.
میریام فارِس نخستین آلبوم خود را در ۲۰ سالگی با عنوان «أنا والشوق» (من و دلتنگی) منتشر کرد. این آلبوم شامل هشت آهنگ بود که برای دو آهنگ «أنا والشوق» (من و دلتنگی) و «لاتسألنی» (از من نپرس) ویدئو کلیپ ساخته شد. نخستین ویدئو کلیپ میریام به اسم «انا و الشوق» که کار متفاوتی بشمار میرفت توانست یکی از پرطرفدارترین کلیپ‌ها در میان شبکه‌های عربی بشود. کلیپ دومش «لا تسألنی» که میریام رو در کاراکتری جذاب و با نوعی رقص ابتکاری اکتیو نشان میداد، موجب محبوبیت بیشترش شد. در رمضان همان سال مورد توجهٔ شرکت عطرسازی محمود سعید در فرانسه قرار گرفت و عطر «انا و الشوق» رو به بازار عرضه کرد که موفقیت زیادی در فروش کسب کرد. آلبوم دوم «نادینی» با ده آهنگ در سال ۲۰۰۵ منتشر شد. آهنگ‌های «نادینی»، «واحشنی لیه» و «هقلق راحتک» از این آلبوم هستند. در سال ۲۰۰۸ آلبوم سوم خود را با نه آهنگ و با نام «بتقول ایه میریام» منتشر کرد.
میریام پس از کسب موفقیت‌هایش در عرصهٔ خوانندگی در یک فیلم لبنانی به نام «سیلینا» در یکی از نقش‌های اصلی ایفای نقش کرد. متن صفحه.
این کار سینمایی اقتباسی است از یک اجرای قدیمی به نام «هاله و ملک» با هنرمندی فیروز خوانندهٔ اسطوره‌ای لبنان. میریام با بازی در فیلم موزیکال «سیلینا» تجربه‌ای نو و موفق را پشت سرگذاشت.

## واژهٔ فارِس
فارِس واژه‌ای عربی، و یکی از مشتقات واژهٔ الفَرس که به معنای اسب است می‌باشد. در عربی به شخصی که بر اسب سوار شده یا به طور کلی به سواره‌ها فارِس می‌گویند. الحصان و الخیل دیگر نام‌های اسب در زبان عربی می‌باشند.

## موزیک ویدئوها
| سال  | نام ترانه                                     | آلبوم     | کلیپ در یوتیوب  |
| ---- | --------------------------------------------- | --------- | --------------- |
| ۲۰۰۳ | أنا والشوق (من و اشتیاق)                      | میریام    | Ana wel shog    |
| ۲۰۰۳ | لا تسألنی (ازم نپرس)                          | میریام    | la tes'alni     |
| ۲۰۰۳ | احبک حیل (خیلی دوست دارم)                     | میریام    | Ahebak Heyel    |
| ۲۰۰۵ | نادینی (صدام کن)                              | نادینی    | Nadini          |
| ۲۰۰۵ | هقلق راحتک (راحتی‌ات را به هم می‌ریزم           | نادینی    | Ha'aliq Rahtak  |
| ۲۰۰۵ | واحشنی ایه (اونی که منو مجذوب خودش می‌کنه کیه) | نادینی    | Waheshni Eih    |
| ۲۰۰۷ | مکانه وین (جاش کجاس)                          | بتقول إيه | Moukanoh Wein   |
| ۲۰۰۸ | "مش انانیه" (خودخواه نیستم)                   | بتقول إيه | Mosh Ananeya    |
| ۲۰۰۸ | ایام الشتی (روزای زمستان)                     | بتقول إيه | Ayam El Shety   |
| ۲۰۰۸ | بتروح (می‌ری؟)                                 | بتقول إيه | Betrouh         |
| ۲۰۰۸ | ایه اللی بیحصل (داره چه اتفاقی می‌افته)        | بتقول إيه | Eh Elli Behsal  |
| ۲۰۱۰ | خلانی (تنهام گذاشت)                           | من عيونی  | Khalani         |
| ۲۰۱۱ | من عیونی (رو چشمام)                           | من عيونی  | Min Oyouni      |
| ۲۰۱۱ | القصاید (قصیده‌ها)                             | من عيونی  | El Gasayed      |
| ۲۰۱۲ | أه یمّه (کی کنارشه)                            | من عيونی  | Ah Youmah       |
| ۲۰۱۳ | کیفک انت (چطوری تو)                           | آمان      | Kifak Enta      |
| ۲۰۱۴ | دقوا الطبول (طبل‌ها را به صدا درآورید)         | آمان      | Degou El Toboul |
| ۲۰۱۵ | نفسی أقولهالک (خودم بهت مگم)                  | آمان      | Nifsi Aoulhalak |
| ۲۰۱۵ | آمان (امان)                                   | آمان      | Aman            |

## آلبوم‌ها
- انا والشوق ۲۰۰۳
- ناديني ۲۰۰۵
- بتقول ايه ۲۰۰۸
- من عيوني ۲۰۱۱
- آمان ۲۰۱۵

## موفقیت‌ها
میریام فارِس در سال ۲۰۱۲ میلادی در جشنوارهٔ «مورکس دور» که در بیروت برگزار شد به عنوان بهترین ستارهٔ عرب معرفی شد.
در جشنوارهٔ «مورکس دور» همچنین آهنگ من عیونی در میان بهترین آهنگ‌های عربی قرار گرفت.